# Оберниц, Гуго фон
Гуго фон Оберниц (нем. Hugo von Obernitz, полное имя Хуго Мориц Антон Генрих, барон фон Оберниц (Hugo Moritz Anton Heinrich Freiherr von Obernitz); 16 апреля 1819 — 18 сентября 1901) — прусский офицер, генерал от инфантерии (11 июня 1879 года); также генерал-адъютант кайзера Вильгельма I.

## Биография
Родился 16 апреля 1819 года в местечке Bischofswerder Восточной Пруссии. Сын прусского майора в отставке Фридриха Карла Морица фон Оберница (нем. Friedrich Karl Moritz von Obernitz, 1786—1844) и его жены Вильгельмины, урожденной Остеррайх (1879—1832).

Фотография 1870 года

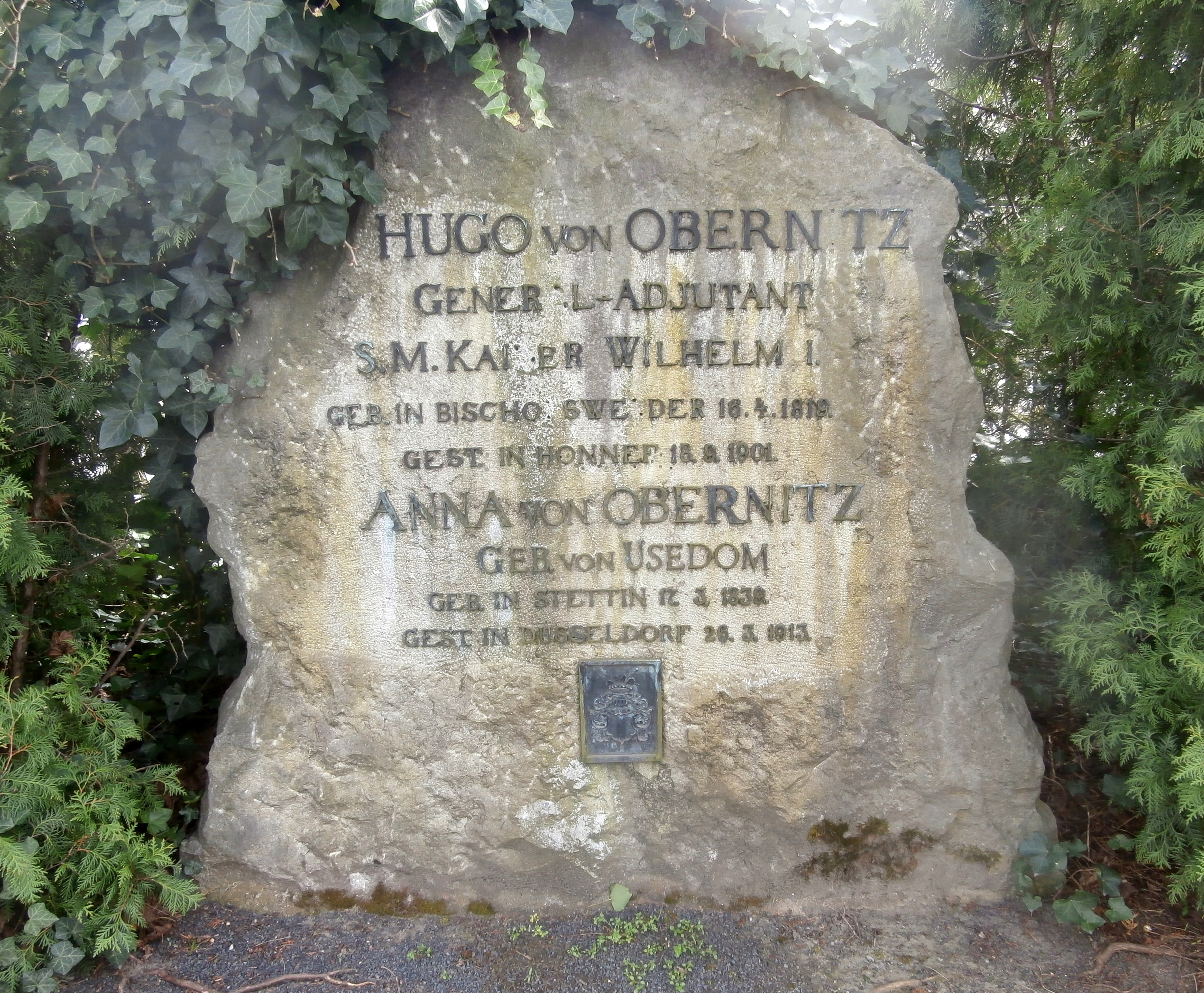
Могила Гуго фон Оберница

После обучения в кадетском корпусе в городах Кульм и Берлин, 18 августа 1836 года стал лейтенантом 4-го пехотного полка . В 1852 году стал капитаном, в 1856 году — майором. С июня 1861 года Гуго фон Оберниц был в чине подполковника и с весны 1863 года командовал гвардейским фузилёрным полком (Garde-Füsilier-Regiment). 6 июня 1865 года он стал членом приёмной комиссии военной академии в Берлине.
Во время Австро-прусско-итальянской войны Оберниц возглавил 1-ю гвардейскую стрелковую бригаду в составе II-го армейского корпуса и участвовал в сражении при Зооре и битве при Кёнигингофе против австрийцев. В решающем сражении при Кёниггрецена 3 июля 1866 года его войска захватили 40 пушек и деревню Хлум.
29 сентября 1866 года Оберниц был произведен в генерал-майоры. С 1868 по 1871 годы был военным инспектором.
Участвовал во Франко-прусской войне в качестве командира дивизии вюртембергской армии, сражался в Битве при Вёрте и осаде Парижа. 22 октября 1871 года он стал командующим 14-й дивизии в Дюссельдорфе.
11 июня 1879 года был назначен на должность командующего генерала (нем. Kommandierender General) XIV-го армейского корпуса в Карлсруэ. В этом же году он получил звание генерала от инфантерии. 18 августа 1886 года он отметил свой 50-летний юбилей военной службы.
В 1888 году Оберниц купил со своей супругой Анной Фридерикой Идой Бертой (нем. Anna Friederike Ida Bertha), урожденной фон Узедом (1839—1913) вилла в городке Бад-Хоннеф, где прожил до конца жизни. У них было несколько детей, среди них:
- Фридрих Вильгельм Виктор Мориц Фердинанд (нем. Friedrich Wilhelm Viktor Moritz Ferdinand, 1860—1909) — прусский государственный деятель;
- Артур Рудольф Эдуард (нем. Arthur Rudolf Eduard, 1873—?) — прусский военный, майор.

Умер Гуго фон Оберниц 18 сентября 1901 года в Бад-Хоннефе и похоронен на кладбище Alter Friedhof. Позже рядом с ним была похоронена жена.

## Награды
- Был награждён многими наградами, среди которых российский орден Святого Георгия 4-й степени (6 февраля 1871), а также вюртембергский орден Фридриха (1868), «За военные заслуги» (1870), Pour le Mérite (1866) и Железный крест 2-го класса (1870) и другие.